# Породица Кантакузио
Породица Кантакузино (француски: Cantacuzène; руски: Кантакузен, романизован: Kantakuzen) је румунска аристократска породица грчког порекла. Породица је дала низ владар Влашкој и Молдавији, и тврдила је да потиче од огранка византијске породице Кантакузин, конкретно од византијског цара Јована VI Кантакузина (владао 1347–1354). После руско-османског рата 1710–1711.г одине, бочни огранак породице се настанио у Русији, добивши кнежевски (Књаз, за разлику од Великог Књаза) статус. Године 1944. принц Стефан Кантакузин се настанио у Шведској, где његови потомци чине део неуведеног племства те земље.

## Порекло породице
Чланови породице тврде да су генеалошке везе између првобитне династије Кантакузин и касније породице Кантакузино биле опширно истражене. Породица се први пут појављује међу фанариотима крајем XVI века, са Михаилом „Шејтаноглу“ Кантакузином, након више од једног века од пада Константинопоља. Да ли је породица заиста повезана са византијском царском династијом Кантакузин, спорно је, као што је било уобичајено међу богатим Грцима тог времена да преузимају византијска презимена и тврде да потичу од познатих племићких породица из њихове византијске прошлости. Први члан породице који је јавно истакао своје царско порекло на међународном нивоу био је авантуриста и претендент Раду Кантакузин (1699–1761), који је направио генеалогију која се повезује са царем Јованом VI Кантакузином, иако је садржала неколико измишљених фигура. Раду је такође променио свој грб са ранијег грба који је приказивао орла који држи крст, на нову верзију са више штитова који представљају различите породице и регионе, верзију коју породица и данас користи.
Угледни византиста Стивен Рансиман сматрао је да је породица Кантакузино  „можда једина породица која тврди да потиче у директној линији од византијских царева, као аутентична“, али према историчару Доналду Николу, „патриотски румунски историчари су се заиста трудили да покажу да је ... од свих византијских породица Кантакузино само једна византијска породица која може истина је да је опстала до данас, али је линија сукцесије после средине петнаестог века, у најмању руку, неизвесна.“
Порекло византијске породице може се пратити од Смирне. Грчки научник Константин Амантос је сугерисао да „Кантакоузин“ потиче од κατα-κουζηναν или κατα-κουζηνον, у крајњој линији од локалитета Кузенас, имена за јужни део планине Сумирна. Доналд Никол се слаже са овом теоријом и наводи неке везе које су Кантакузини имали са местом у XI и XIII веку.

## Порекло румунског огранка
Грчка породица Кантакузин била је активна у Константинопољу и Грчкој током грчког рата за независност, али је неколико грана првобитне грчке породице створено миграцијама и успостављањем чланова породице Кантакузино у различите делове Европе. Две од тих нових грана биле су румунска (влашка и молдавска) Кантакузино као и руска грана (која је изданак влашко-молдавске, међу члановима руске гране кнеза Михаила који се 1892. године, оженио Олгом Николајевном, ћерком руског великог кнеза Николаја Николајевича Романова). Као последица Руске револуције и совјетске окупације Румуније после Другог светског рата, (између 1944. године и 1947. године) последње две гране сада углавном живе у западној Европи и Северној Америци.
Према Жан-Мишелу Кантакузину и кнезу Михаилу Стурдзи, порекло породице Кантакузино у Румунији води се од Андроника Кантакузина (1553–1601), грчког финансијера из Константинопоља, сина „принца Грка“ Михаила „Шејтаноглуа Кантакузина“. Андроник је међу својих неколико синова имао двојицу који су постали „бојари“ у данашњој Румунији и основали нове огранке Кантакузина:
- "Бојарин" Георги 'Јордаки' Кантакузино постао је праотац молдавске гране, која се убрзо разгранала на Кантакузин-Делеану и Кантакузино-Паскеану.
- Палата Кантакузино у Букурешту, Румунија.„Бојарин“ Константин 'Костаки' Кантакузино оженио се наследницом (ћерком) покојног владајућег војводе Радуа Шербана, некадашњег владара Влашке, и основали су влашке огранке који су се убрзо сукобили против породице Гика око власти.